# Jean-Pierre Cyprien
Pour les articles homonymes, voir Cyprien.
Jean-Pierre Cyprien, né le 12 février 1969 à Basse-Terre en Guadeloupe, est un footballeur international français. Son poste de prédilection était défenseur.

## Biographie
Jean-Pierre Cyprien grandit à Vitry-sur-Seine. En 1992-1993, il s'impose à Saint-Étienne comme l'un des meilleurs défenseurs centraux du championnat en formant avec l'ancien international Sylvain Kastendeuch l'une des charnières centrales les plus solides. Il confirme ce niveau de jeu, toujours à Saint-Étienne, mais cette fois au côté du libéro international Laurent Blanc, et cela même si cette saison 1993-1994 s'avère plus difficile pour les stéphanois. 
Quoi qu'il en soit, ses performances attirent l'attention du nouveau sélectionneur Aimé Jacquet, lequel le convoque pour un match historique, le premier de l’équipe de France depuis le naufrage face à la Bulgarie. Il honore son unique sélection en équipe de France 16 février 1994 contre l'Italie à Naples. Trois jours après, il est victime d'une rupture du tendon d'Achille, une blessure qui l'éloigne des terrains de longs mois alors qu'il évolue à l'AS Saint-Étienne.

## Carrière
- -1986 :  Lions d'Alfortville
- 1986-1990 :  Le Havre AC
- 1990-1994 :  AS Saint-Étienne
- 1994-1995 :  Torino FC
- 1995-1996 :  Stade rennais
- 1996-1997 :  Neuchâtel Xamax
- 1997-1999 :  US Lecce
- 1999-2000 :  Olympique de Marseille
- 2000 :  Salernitana Calcio 1919
- 2000-2001 :  FC Crotone
- 2002-2004 :  ES Fréjus
- 2004-2005 :  Pau FC
- janv 2007-2008 :  US Cagnes[3]